# Lenguas ilirias
Las lenguas ilirias eran un grupo de lenguas indoeuropeas que fueron habladas por los pueblos ilirios en los Balcanes occidentales y por los mesapios en la región itálica de Apulia. Estaban estrechamente emparentadas con el albanés por lo que se les incluye en la rama albánica. También se había sugerido que la lengua de los vénetos, el idioma venético, pertenecía a esta rama debido a que Heródoto los nombra como parte de las tribus ilirias, sin embargo no hay pruebas lingüísticas que justifiquen la inclusión del venético entre las lenguas ilirias ya que su evolución lingüística y léxico es similar a las lenguas itálicas donde se le incluye generalmente.
Se sabe con certeza que fue hablada al menos entre el siglo VI a. C. y principios del V d. C., aunque con probabilidad fuera utilizada desde finales del II milenio a. C.. Sin embargo, poco se sabe de su relación con otras lenguas indoeuropeas, debido al desconocimiento por parte de lingüistas y arqueólogos causado por la escasa cantidad de textos reveladores hallados. Gran parte de las deducciones se basan en la antroponimia y la toponimia.

## Aspectos históricos, sociales y culturales

### Orígenes
Hay distintas teorías acerca de la antigüedad de las lenguas ilirias. Generalmente se acepta que el ilirio surgiera sobre el primer milenio a. C. tras la llegada a la zona de poblaciones portadoras de la cultura de Hallstatt, aunque hay quien piensa que la población autóctona habría asimilado a los nuevos invasores, manteniendo la lengua, que sería probablemente una evolución del antiguo europeo.

### Teoría del Panilirismo
La teoría del panilirismo fue desarrollada por J. Pokorny y H. Krahe y estipulaba que el pueblo que originó una serie de hidrónimos a lo largo de toda Europa era el ilirio. La forma de estos hidrónimos no se explicaba por ninguna de las lenguas indoeuropeas conocidas, aunque guardaban cierta semejanza con las lenguas ilirias. Esto les hizo suponer que el pueblo ilirio habría habitado casi toda Europa antes de las invasiones de los pueblos indoeuropeos históricos. Actualmente se ha desligado al ilirio y se llama a la lengua de los hidrónimos Antiguo Europeo (Alteuropäisch).

### Extinción
El antiguo griego, así como el macedonio antiguo, habrían supuesto una importante influencia en los hablantes del ilirio situados en tierras adyacentes a los antiguos griegos y macedonios, a decir de la adopción de nombres griegos por parte de ilirios relevantes (Cleitus, Glaukias) en el sur. Conforme la influencia griega aumentaba, algunos ilirios irían abandonando su lengua en favor del griego.
El ilirio entró en contacto también con las lenguas celtas, a causa de invasiones de pueblos celtas que se asentaron en tierras hasta entonces de dominio ilirio. Hubo un intenso contacto en lo que hoy son Bosnia, Croacia y Serbia, tanto que aún no está claro si algunas tribus eran ilirias o celtas, como los Scordisci. Estas dudas son fruto también de fuentes clásicas confusas. El ilirio tuvo contacto además con tracios y peonios. La tribu de los dárdanos es evidencia de la mezcolanza traco-iliria, que compartían unos cuantos nombres, como Lángaro.
A pesar de todo, no fueron dichas lenguas, sino el latín, quien comenzó a desplazar al ilirio por encima de la línea Jirecek. En el siglo III a. C., tras enviar la reina Teuta una flota a Sicilia, entra en guerra con Roma. Los romanos conquistaron todas las tierras donde había hablantes de lenguas ilirias, comenzando la romanización y la sustitución progresiva por el latín. Sin embargo, esta desaparición fue muy lenta y se sabe por San Jerónimo (de origen ilirio) que aún en el siglo V d. C. la lengua estaba viva, pero no hay constancia de que lo siguiera estando al comienzo de las invasiones eslavas de los Balcanes.
Este tema, no obstante, sigue siendo objeto de discusión, pues si se considera al albanés un descendiente de las lenguas ilirias, es obvio que la romanización no fue suficientemente profunda.

## Descripción lingüística

### Clasificación dentro del indoeuropeo
Existen al menos dos lenguas ilirias distintas dentro del grupo de las lenguas ilirias:
- Ilirio, hablado en la provincia romana de Iliria o Illyrium.
- Mesapio, hablado en la región italiana de Apulia.

Las lenguas ilirias forman parte de la familia de lenguas indoeuropeas generalmente incluida en la familia albánica. Su relación con otras lenguas indoeuropeas, antiguas y modernas, es poco conocida debido a la escasez de datos y a que aún se encuentra en estudio. Hoy en día, la principal fuente de información fiable sobre el ilirio consiste en un puñado de palabras ilirias citadas en fuentes clásicas y numerosos ejemplos de antropónimos, etnónimos, topónimos e hidrónimos ilirios. La escasez de datos dificulta la identificación de los cambios fonéticos que se han producido en el ilirio; el más aceptado es que las aspiradas sonoras indoeuropeas /bʰ/, /dʰ/ y /ɡʰ/ se convirtieron en consonantes sonoras /b/, /d/ y /ɡ/.
El mesapio una lengua de la Edad de Hierro hablada en Apulia por los yapigios (mesapios, peucetianos y daunios), que se asentaron en Italia como parte de una migración iliria desde Iliria durante el período de transición entre la Edad del Bronce y la Edad del Hierro. Por lo tanto, el mesapio, como lengua distinta, se considera parte del mismo grupo paleobalcánico que el ilirio. Eric Hamp los ha agrupado bajo el nombre de «mesapo-ilirio», que a su vez se agrupa junto con el albanés bajo el nombre de «indoeuropeo adriático». Otros esquemas agrupan las tres lenguas bajo el nombre de «ilirio general» y «paleobalcánico occidental».
En investigaciones anteriores, bajo la influencia de las teorías panilirias, las lenguas histrianas, venéticas y liburnias se consideraban dialectos ilirios. Con el desarrollo de la investigación arqueológica y el aumento de los datos onomásticos sobre estas lenguas, se hizo evidente que no están relacionadas con el ilirio ni como dialectos ni como parte de la misma rama.

### Características generales

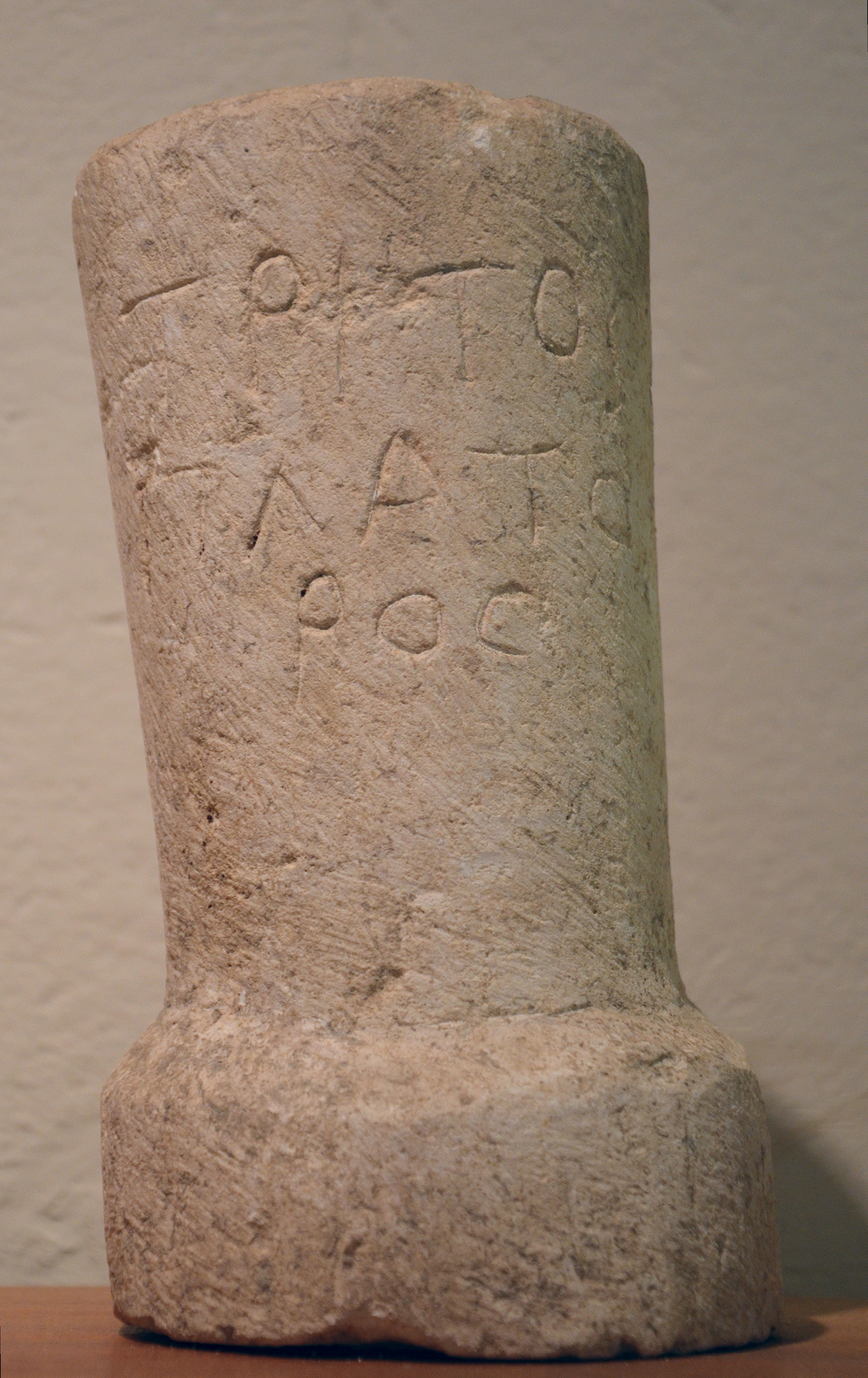
Inscripción funeraria con un nombre en ilirio

La poca información existente no ha permitido dilucidar aún si las lenguas ilirias son centum o satem, habiendo testimonios tanto de uno como otro comportamiento. Ejemplos:
- Evidencias en favor de centum: ilirio Vescleves < PIE *wesu + *klewes > sánscrito Vasuśravas '[que tiene] buena fama'.
- Evidencias en favor de satem: ilirio Bulsinus < PIE *bhlk-

La mayor distribución de vocabulario centum (Argyruntum, Vescleves, Peuceti Cornuinus, Rega, Regontius) se centra en la zona noroeste de Iliria (Liburnia), que comparte onomástica con el Véneto, Istria y Alpes orientales (zona onomástica noroccidental), lo que daría pie para afirmar que posiblemente se deba a una lengua distinta, como el liburnio.

### Fonología
Son pocos los indicios que puedan categorizar plenamente la fonética de las lenguas ilirias:
- Transformación de las aspiradas del PIE *bh > b y *dh > d
- Carácter /a/, como el antiguo europeo y la mayoría de las lenguas indoeuropeas, excepto celta, itálico, griego, armenio y frigio, que presentan distinción /a, o/)

### Vocabulario
1vocativo

s. sánscrito,
air. irlandés antiguo,
got. gótico,
ger. protogermano,
lit. lituano,
arm. armenio,